# إيفون رايندرز
إيفون رايندرز مواليد 4 أغسطس 1937 في بلجيكا، هو دراج بلجيكي سابق في صنف سباق الدراجات على الطريق.

## سجل النتائج

### سباقات أو مراحل فاز بها
- بطولة العالم لسباق الدراجات على الطريق

## روابط خارجية
- إيفون رايندرز على موقع أرشيف الدراجات (الإنجليزية)
- إيفون رايندرز على موقع إحصائيات الدراجات الإحترافية (الإنجليزية)
- إيفون رايندرز على موقع CycleBase (الإنجليزية)